# 목포 약사사
약사사는 전라남도 목포시 만호동에 있다. 2012년 5월 21일 목포시의 문화유산 제21호로 지정되었다.

## 개요
약사사는 만호동 옛 목포진이 있던 언덕 위 제일성결교회 바로 옆에 자리하고 있다. 약사사는 1927년 4월 21일 신축된 사찰로 당시는 ‘臨濟宗東福寺派木浦布敎所’로 건립 됐다. 현재 조계종 계열로 운영되고 있는 이 사찰은 명칭도 일본인들이 사용하던 ’藥師寺‘그대로 사용하고 있다. 경내에는 1935년에 건립된 불상과 1930년에 건립된 물을 담는 석조가 있다.